# 344
Правління синів Костянтина Великого у Римській імперії. Імперія розділена на Східну Римську імперію, де править Констанцій II, і Західну Римську імперію, де править Констант. У Китаї правління династії Цзінь. В Індії починається період імперії Гуптів. В Японії триває період Ямато. У Персії править династія Сассанідів.
На території лісостепової України Черняхівська культура. У Північному Причорномор'ї готи й сармати.

## Події
- Продовжується війна між персами й римлянами у Месопотамії. Битва під Сингарою.
- Рада в Філіпополі.

## Народились
- Ван Сяньчжи, каліграф.
- Марія Єгипетська